# کلودیو اسپاراچلو
کلودیو اسپاراچلو (انگلیسی: Claudio Sparacello؛ زادهٔ ۱۹ آوریل ۱۹۹۵) بازیکن فوتبال است.
از باشگاه‌هایی که در آن بازی کرده‌است می‌توان به باشگاه فوتبال پادوا و باشگاه فوتبال رجینا اشاره کرد.